# تشانغ مي-هي
تشانغ مي-هي (بالكورية: 장미희)‏ (من مواليد 27 يناير 1958) هي ممثلة كورية جنوبية. ولدت في سيول، كوريا الجنوبية عام 1958. ظهرت تشانغ لأول مرة كممثلة في عام 1976 حيث لعبت دور البطولة في Seong Chun-hyang jeon. يشار إلى تشانغ عمومًا باسم «الترويكا الجديدة» أو «الترويكا الثانية» جنبًا إلى جنب مع الممثلات المنافسة لها، جيونج يون-هوي ويو جي-إن في السبعينيات والثمانينيات بعد «الترويكا الأولى»، مون هي، نام جيونج-إيم، ويون جيونج-هي في الستينيات.

## الجوائز
- 1980، الأول، جوائز نقاد السينما الكورية: أفضل ممثلة لنيومي [3]
- 1981، السابع عشر، جوائز بايكسانغ للفنون : أفضل ممثلة تلفزيونية لـ Eulhwa (KBS ، 을화))
- 1983، 22، جوائز الناقوس الكبرى : أفضل ممثلة لـ Jeokdo-ui kkot (적도 의 꽃))
- 1990، 26، جوائز بيكسانغ للفنون: أفضل ممثلة تلفزيونية لأمة النار (불의 나라)
- عام 1991، حفل توزيع جوائز بلو دراجون السينمائي الثاني عشر: أفضل ممثلة لأغنية الموت (사의 찬미)
- 1991، الثاني، جوائز Chunsa Film Art : أفضل ممثلة لأغنية الموت
- عام 1992، السادس عشر، جوائز التصوير السينمائي الذهبية: جائزة خاصة، الممثلة المفضلة
- عام 1992، الثلاثين، جوائز غراند بيل: أفضل ممثلة لأغنية الموت
- 2008، جوائز كي بي إس للدراما، جائزة الشعبية لأمي ميت مستاء
- 2008، جوائز كي بي إس للدراما، جائزة أفضل ثنائي مع Kim Yong-gun عن فيلم Mom's Dead Upset
- 2018 جوائز دراما كي بي إس : جائزة التميز الأعلى، ممثلة، أفضل ثنائي [5]